# Празький трамвай
Пра́зький трамва́й — система електричного трамвая Праги, найбільша та найстаріша у Чехії. Вважається однією з найкращих трамвайних систем у світі завдяки відмінному стану трамвайного полотна та рухомого складу, коротких інтервалів та щільному покриттю міста маршрутною мережею.

## Історія
Кінний трамвай (Кінно-рейкову дорогу) у Празі було відкрито 23 вересня 1875 року бельгійським підприємцем Едвардом Оттлетом. Маршрут пролягав від району Карлін вулицею Народні Тржіда до Національного театру Чехії. Через рік маршрут продовжили до Сміховського вокзалу. У 1882 році була відкрита лінія до Винограду і Жижкова. На 1883 рік довжина мережі кінного трамвая 19,43 км; її експлуатувала «Офіційна асоціація Генеральної дирекції празького трамвая».

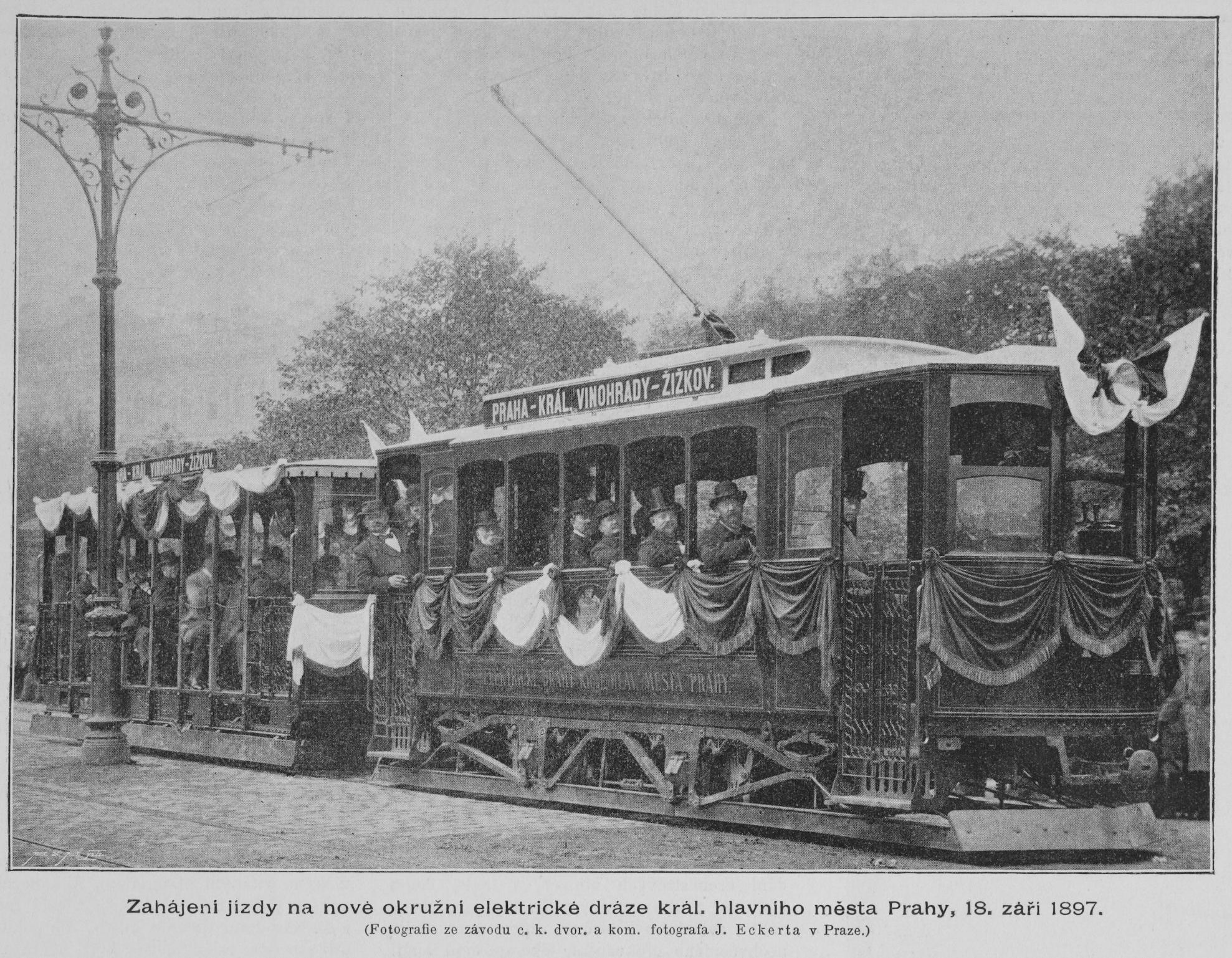
1897 рік

Основним ініціатором запровадження в Празі електричної трамвайної тяги був інженер Францішек Кржижик (чеськ. František Křižík). Так, 18 липня 1891 році в прогулянковому районі Праги Лєтна була відкрита перша електрифікована трамвайна лінія. Вона сполучала верхню станцію Лєтнинського фунікулера, де знаходився павільйон Земської ювілейної виставки і вулицю Овенецької. У 1893 році лінія була продовжена до Губернаторської вілли. Практично, ця лінія була виставковою, тобто, була радше однією з атракцій відпочинкової зони, ніж засобом громадського транспортного сполучення.
У 1896 році була відкрита друга лінія з сучасного району Флоренц до районів Лібень і Височани. Вона з'єднала робочі райони міста з житловими кварталами у центрі. В наступні декілька років відкрилися ряд нових трас, які сполучили передмістя з центром.
У 1898 році акціонерне товариство «Пасажирське підприємство столиці Праги», яке експлуатувало лінії електричного трамвая, придбало лінії кінного трамвая і почало роботи з електрифікації його ліній, які завершилися у 1905 році.

## Опис мережі
У Празі налічується 34 трамвайних маршрути. З них: 24 денні, 9 нічних і 1 екскурсійний. Найважливішими є маршрути № 9 та № 22, які на деяких схемах навіть виділені товщими лініями.
Денні маршрути працюють з 4:30 ранку до 1:00 ночі. Вони мають номери від 1 до 26, крім 13 і 23, які відмінені у 2009 та 2007 роках відповідно через дублювання іншими, популярнішими маршрутами. Під час форсмажорних обставин, приміром на час закриття певних ділянок на реконструкцію, ввадяться тимчасові маршрути, які отримують номери від 27 до 50. Номери від 91 до 99 мають нічні маршрути, раніше були від 51 до 59. Екскурсійних маршрут, який курсує з квітня по жовтень вихідними днями, має номер 41, раніше був 91.

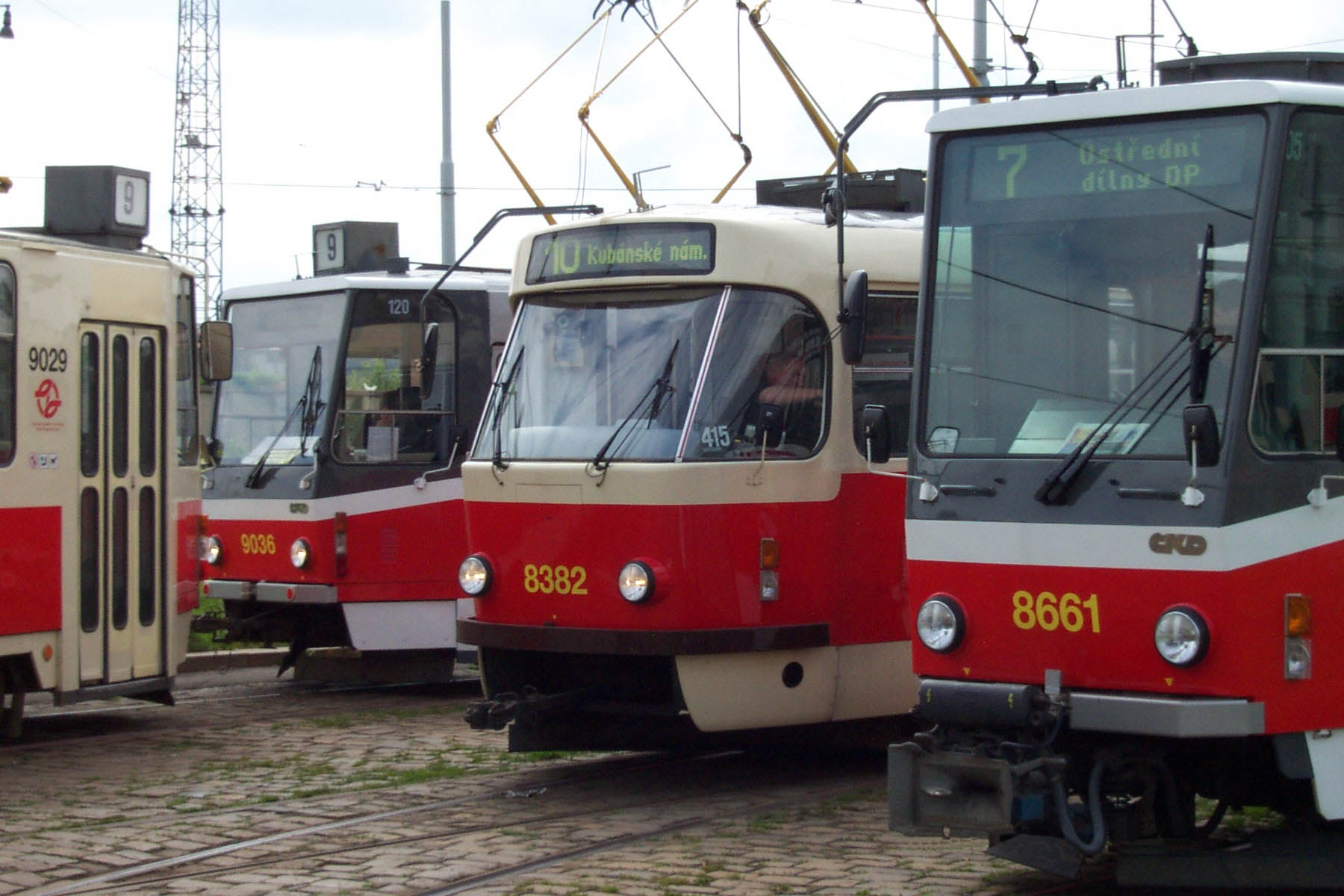
Вагони празького трамвая

Траси нічних марштурів не збігаються з трасами денних. Всі нічні маршрути, на відміну від денних, є радіальними, тобто, всі починаються від зупинки «Лазарска» в центрі Праги, яка слугує певним пересадковим пунктом між маршрутами, що розходяться в різні райони міста. Вагони, що обслуговують нічні маршрути виїжджають з депо на маршрути між 20:00 і 22:30, а вертаються між 5:00 і 6:00. Вони починають як денні маршрути, поступово заміняючи трамваї, які заїжджають в депо з дінних змін; і потім працюють паралельно з кількома денними маршрутами, які працюють до 24:00 — 1:00, і які ще називають опівнічними.
Празький трамвай налічує близько 1000 одиниць рухомого складу. На початок 2010 року налічувалося 720 вагонів Tatra T3 і їхніх модифікацій, 47 вагонів Tatra KT8D5 і їхніх модифікацій, 150 вагонів Tatra T6A5 і їхніх модифікацій, 60 вагонів Škoda 14T, 10 вагонів Škoda 15T і 18 історичних (музейних) вагонів.
21 березня 2025 року в Празі відкрито нове трамвайне депо, що розташованіе у Глоубетині.
Будівництво нового розпочала компанія «DPP» у вересні 2022 року. Основною частиною будівництва став павільйон для стоянки та ремонту трамваїв, а переважна частина 
території зазналиа реконструкції та модернізації. Новий цех складається з двох частин, зокрема депо місткістю до 61 зчленованих трамваїв завдовжки до 32 метрів (типу моделі Škoda 15T) та ремонтний цех з 6 станціями місткістю до 12 вагонів. Компанія «DPP» обладнала депо найновішою технікою для обслуговування низькопілогових трамваїв. Загальна вартість будівництва депо у Глоубетині склала майже 1,9 млрд крон без урахування ПДВ. Депо розраховане для трамваїв моделі Škoda ForCity Plus 52T. Передбачено, що перші 20 трамваїв надійдуть вже у 2025 році, а решта 20 трамваїв — у 2026 році.

## Рухомий склад
| Фото | Тип          | Модифікації і підтипи                              | Кіл-сть |
| ---- | ------------ | -------------------------------------------------- | ------- |
|      | Tatra T3     | Tatra T3, Tatra T3R.P, Tatra T3R.PV, Tatra T3R.PLF | 388     |
|      | Tatra T3SUCS |                                                    | 17      |
|      | Tatra T3M    | Tatra T3M, Tatra T3M.2-DVC                         | 47      |
|      | Tatra T6A5   | Tatra T6A5, Tatra T6A5.3                           | 4       |
|      | Škoda 14T    |                                                    | 54      |
|      | Tatra KT8D5  |                                                    | 50      |
|      | Škoda 15T    |                                                    | 250     |

## Трамвайні парки
На даний момент у Празі є 7 трамвайних парків для лінійного рухомого складу та 1 парк для музейного та службового ПС (Vozovna Střešovice).
Vozovna Hloubětín
- Всього — 102 од.

Vozovna Kobylisy
- Всього — 163 од.

Vozovna Motol 
- Всього — 142 од.

Vozovna Pankrác
- Всього — 92 од.

Vozovna Strašnice
- Всього — 123 од.

Vozovna Vokovice
- Всого — 95 од.

Vozovna Žižkov
- Всього — 127 од.

Ústřední dílny DP
- Всього — 22 од.

## Вартість і оплата проїзду
В празьких трамваях (як і в іншому громадському транспорті міста) немає кондукторів: в салоні трамваїв та автобусів, а також при вході на станції метро встановлені термінали для компостування квитків. Квитки продаються в кіосках міста, а також спеціальних автоматах. Вартість квитків залежить від часу поїздки. Квитки однакові для всіх видів транспорту.

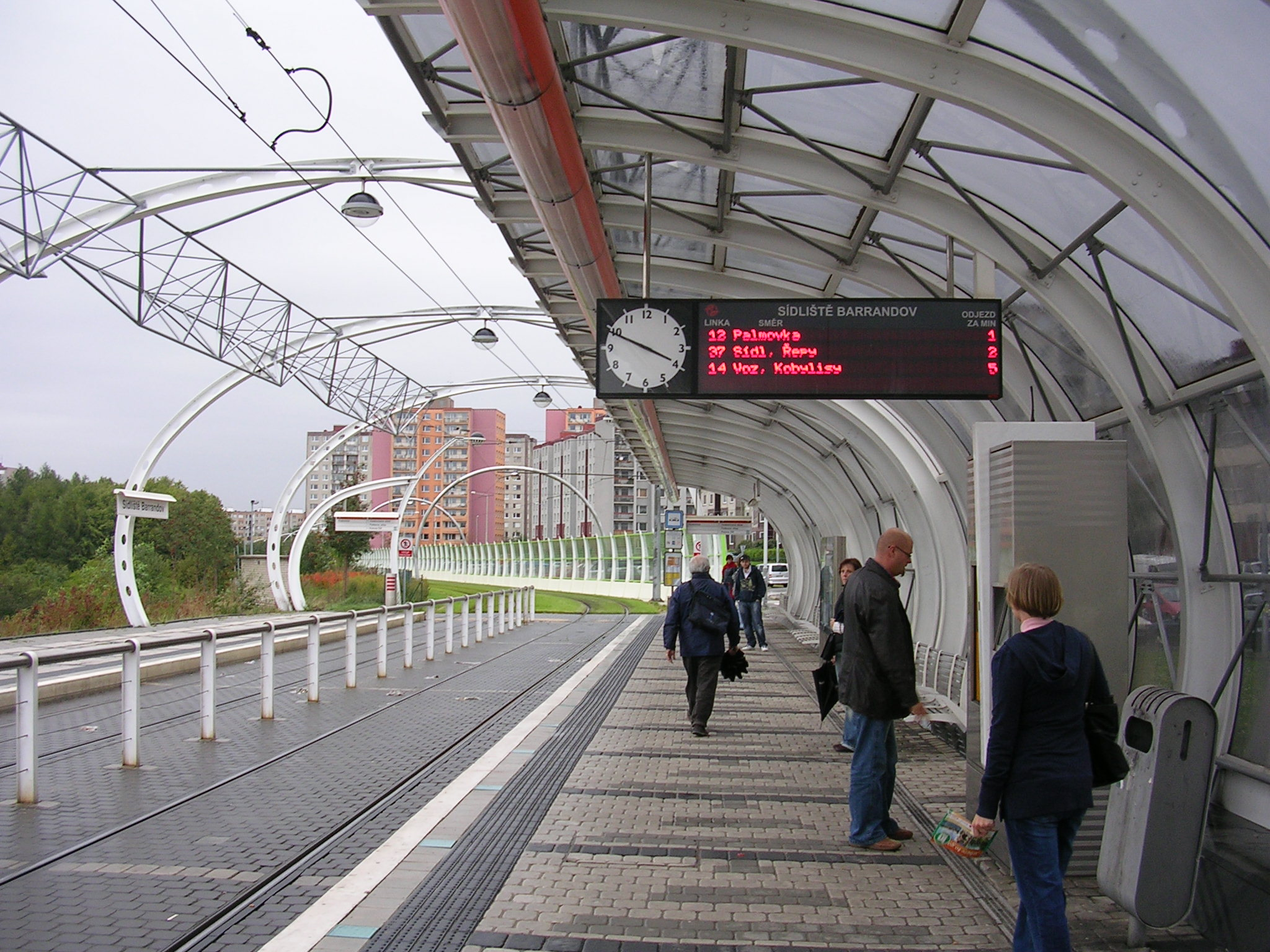
Швидкісна лінія на Баррандов

Станом на листопад 2020 року діє наступна система квитків:
| Термін дії           | Дитячий (0-15 років)                       | Дитячий (0-15 років) | Студентський (15-26 років) | Дорослий (15-60 років) | Пенсійний (60+ років)                      | Пенсійний (60+ років) |
| Термін дії           | За наявності документу, що підтверджує вік | Пільговий            | Студентський (15-26 років) | Дорослий (15-60 років) | За наявності документу, що підтверджує вік |                       |
| -------------------- | ------------------------------------------ | -------------------- | -------------------------- | ---------------------- | ------------------------------------------ | --------------------- |
| 30 хвилин            | безкоштовно                                | 12                   | 24                         | 24                     | 12                                         |                       |
| 90 хвилин            | безкоштовно                                | 16                   | 32                         | 32                     | 16                                         |                       |
| 24 години            | безкоштовно                                | 55                   | 110                        | 110                    | 55                                         |                       |
| 72 години (три доби) | безкоштовно                                | незастосовні         | 310                        | 310                    | незастосовні                               |                       |
| 30 діб (1 місяць)    | безкоштовно                                | незастосовні         | 130                        | 550                    | 130                                        |                       |
| 90 діб               | безкоштовно                                | незастосовні         | 360                        | 1480                   | 360                                        |                       |
| 365 діб (1 рік)      | безкоштовно                                | незастосовні         | 1280                       | 3650                   | 1280                                       |                       |